# Oncocnemis piffardi
Oncocnemis piffardi är en fjärilsart som beskrevs av Walker 1862. Oncocnemis piffardi ingår i släktet Oncocnemis och familjen nattflyn. Inga underarter finns listade i Catalogue of Life.